# Dover (banda)
Dover fue un grupo español de rock alternativo fundado en Madrid en 1992 cuyas letras estaban escritas en inglés. El grupo se disolvió en 2016 y estaba compuesto por las hermanas y líderes del grupo Cristina Llanos (vocalista) y Amparo Llanos (guitarrista principal), el batería Jesús Antúnez y Samuel Titos en el bajo. Publicaron ocho discos, que superaron los dos millones de ejemplares, de los cuales destaca su segundo álbum, Devil Came to Me, su obra más importante, que los llevó a la fama internacional.
Su sexto álbum, Follow the city lights, provocó una polémica entre sus seguidores ya que el estilo del grupo varió del rock alternativo al pop electrónico.
La banda ganó, entre otros, los premios a grupo revelación en los Premios Ondas de 1997 y mejor artista español en los Premios MTV Europa de 2000.

## Historia

### 1992 - 1996: Inicios y "Sister"
Dover surgió en las afueras de Madrid, a principios de la década de los 90 cuando Cristina Llanos, de 17 años, decidió formar una banda de rock alentada por la escena alternativa irradiada desde Seattle, en unos pequeños locales de ensayo en Alcorcón, en el polígono industrial Ventorro del Cano que siguieron utilizando hasta principios de la década de 2000. El nombre del grupo surgió del nombre de una marca de ropa de la tienda que tenía la madre de las hermanas en Majadahonda. Al proyecto se sumó su hermana, 10 años mayor que ella,  Amparo. En 1992, el batería Jesús Antúnez y el bajista Álvaro Díez se unieron a la banda y así el 2 de octubre de ese año nace Dover. Una de las maquetas del grupo fue a parar al programa de radio Disco Grande de RNE Radio 3. En 1994, el bajista Álvaro Díez dejó la banda y le reemplazó Álvaro Gómez. La banda firmó entonces un contrato de un año con la discográfica independiente Everlasting-Caroline. Su álbum debut, Sister, publicado en agosto de 1995, vendió 700 discos. El fanzine español Mondo Sonoro lo incluyó entre los 10 mejores álbumes nacionales de aquel año. Lograron hacerse un hueco en el panorama musical de Madrid e incluso grabaron su primer videoclip, "Come With Me", realizado por Juan Bullón y grabado con muy pocos medios en los alrededores del polígono industrial Ventorro del Cano, donde tenían su local de ensayo. Aunque esta canción no fue lanzada como sencillo propiamente, era la más coreada en los conciertos. Además lograron que se les diese un pequeño espacio en el Festimad en el Círculo de Bellas Artes de Madrid.

### 1997 - 1998: El estrellato internacional "Devil Came To Me"
Al concluir el contrato con Everlasting-Caroline, firmaron con el sello independiente Subterfuge Records. Su primera participación con la discográfica fue incluir una versión maqueta de Loli Jackson en el disco recopilatorio de varias bandas, llamado "Stereoparty 2". El éxito que tuvo la canción motiva a la discográfica a producir su segundo álbum y así entran a los Infinity Studios de Madrid en 1997 para grabar, con Daniel Alcover a los mandos, el álbum Devil Came to Me, con un presupuesto apretado de 80.000 pesetas y en tan solo 20 días. El disco sale a la venta en España el 21 de abril de 1997. Un fragmento de la canción que da título al álbum (concretamente el estribillo con la frase "I lied for you, I lied for you") fue incluido en un popular anuncio televisivo de Radical Fruit Company lo que le dio gran fama y la banda fue lanzada al estrellato nacional. El 25 de septiembre de ese mismo año ya eran disco de oro con más de 50.000 discos vendidos. Durante la promoción de este álbum, en 1997, el bajista fue reemplazado por Álvaro Díez (Tripi), quien ya había formado parte de la banda en sus inicios, y en mayo de 1998 regresan al Festimad como cabeza de cartel.
El álbum vendió más de 500.000 discos y les cosechó fans también en el extranjero, en Europa y América. Participan en el festival Doctor Music y lanzan como primer sencillo oficial de álbum: "Serenade", canción que gracias a su fuerte estribillo y melodía pegadiza logra convertirse en su primer número uno en España. Juan Bullón, de nuevo, forma parte de la realización del videoclip. "Loli Jackson" es elegida por Daniel Calparsoro para formar parte de la banda sonora de su película "A ciegas", en 1997 y además les graba un videoclip de la misma canción. Este tema también fue incluido en la banda sonora del juego Surf Planet de Gaelco, junto a otros temas de la discográfica Sufterfuge.

### 1999 - 2005: El sendero del rock, "Late at Night", "I Was Dead for 7 Weeks in the City of Angels" y "The Flame"
La relación de la banda con Subterfuge Records se deterioró y tras ello firmaron con Chrysalis Records, sello perteneciente a EMI Music. En 1998 crearon su propio sello, Loli Jackson Records. Con su sello discográfico recién creado publican el recopilatorio de varios grupos independientes "The Power of Dolores" donde también incluyen una versión interpretada por ellos mismos, "The One I Love" de R.E.M.. Al año siguiente, en 1999, publicaron su tercer álbum Late at Night, grabado en Seattle con Barrett Jones. El disco salió a la venta el 28 de junio de aquel año con una gran expectación creada por su primer sencillo "DJ", la cual fue estrenada en la cadena de radio los 40 Principales. Esto fue algo inusual, debido al tipo de música en España para la época. Aunque con este álbum volvieron a conseguir otro número uno en las listas: "Cherry Lee", que fue popularizada en un spot publicitario del por entonces reciente Peugeot 206. Además realizan una gira internacional que los lleva a visitar Alemania, Inglaterra, Países Bajos, México y Estados Unidos, entre otros países. En el año 2000 recibieron el premio de MTV Europa al Mejor Artista Español. Pese a no superar el número de ventas de su predecesor, "Late at Night" llegó al tercer disco de platino con 300.000 ejemplares para febrero de 2000.

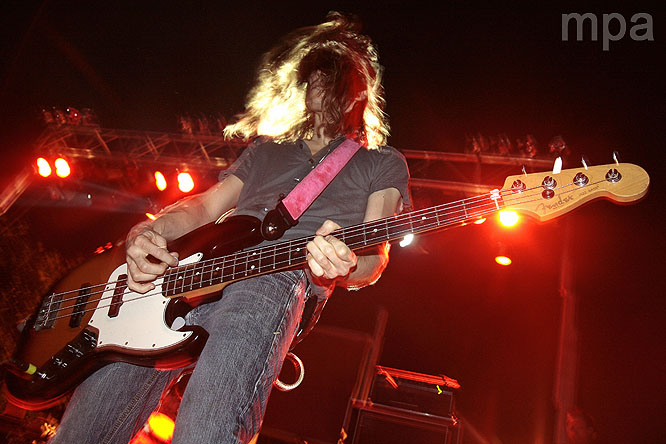
Samuel Titos

En 2001, Chrysalis reeditó su primer álbum, Sister, incluyendo la canción inédita Noche tras noche. En mayo de ese año entran a los estudios Grandmaster Recorders para grabar su nuevo disco, acompañados de nuevo de Barrett Jones con quien esta vez tienen una serie de malentendidos, lo que provoca que las sesiones sean tensas, unido a una gripe complicada de Cristina, lo que se ve reflejado en las canciones y en el título I Was Dead for 7 Weeks in the City of Angels. Como primer sencillo del álbum se publica "King George" que se pone a la venta el 3 de septiembre de 2001 que, además, fue número uno en las listas de España y también fue muy sonado en radios universitarias alemanas. El álbum salió a la venta el 17 de septiembre de 2001 y en tan solo diez días vendió 125.000 discos. El disco consiguió finalmente vender casi 220.000 ejemplares y llegar al doble disco de platino. Un año después, en julio de 2002, editan su primer disco en directo, It's Good To Be Me!, con un total de ocho canciones: cinco en directo, dos en acústico y una canción inédita Mystic Love, que fue sencillo de este álbum.
En 2003 la crisis musical les obliga a cerrar su compañía discográfica y firmar con EMI Music. Con esta, lanzaron el 27 de octubre del mismo año su quinto álbum The Flame, con un sonido más pop y una duración de apenas 30 minutos. Esta vez coproducido por Rick Will y grabado íntegramente en España. Como sencillo adelanto sale a la venta la canción homónima al álbum. Las ventas del disco superan los 60.000 ejemplares en España, mientras, en Alemania consiguen su primer disco de oro por las altas ventas de "The Flame"  Realizan una gira por toda España y llegan incluso al festival Rock am Ring de MTV celebrado en Alemania en junio de 2004.
Durante 2004, las relaciones entre el grupo y el bajista Álvaro Díez empeoran. La no inclusión de Álvaro dentro del sello "Loli Jackson S.L." fomenta las disputas y, en mayo de 2005, Dover decide expulsarlo del grupo. En plena gira de The Flame, Álvaro pasa a ser sustituido por Samuel Titos, antiguo guitarrista y vocalista de la banda Sperm. A finales de 2004 se convierten en el primer grupo que apoya a la ONG Oxfam Intermón.

### 2006 - 2010: La reinvención pop, "Follow the City Lights" y el sonido étnico de "I Ka Kené"
Durante el período de mayo a junio de 2006 el grupo se encierra a componer su nuevo álbum: el grupo anuncia que sería un cambio que no dejaría indiferente a nadie. Y así el 2 de octubre de 2006 publican un nuevo álbum, llamado Follow the City Lights, producido nuevamente por Daniel Alcover, y en el que Dover cambia radicalmente de estilo introduciendo arreglos electrónicos en su música.
El primer sencillo de este disco, "Let Me Out", recibió un Premio Ondas por mejor canción en 2006. Además, consiguió ser número 1 en las listas del programa "Los 40 principales" durante varias semanas. El segundo sencillo extraído de este disco fue Do Ya el cual también fue número uno de los 40 principales durante dos semanas. Cuatro meses después, publicaron el tercer y último sencillo del álbum, Keep on Moving. Con este disco vendieron 130.000 ejemplares, lo cual suponía un auténtico éxito teniendo en cuenta que la industria discográfica ya se hallaba inmersa en plena crisis.
En noviembre de 2007, Dover publica su primer doble disco recopilatorio, titulado 2, que contiene los grandes éxitos en su versión electro pop, además de un tema inédito llamado Soldier. El mismo año realizan una gira con La Oreja de Van Gogh y Coti titulada "Gira LKXA".
A finales de 2007 realizan una gira por Europa, y en febrero de 2008 llegan al festival de Desalia para realizar el último concierto dentro de la promoción del álbum 2. En marzo de 2009 firman contrato con Sony Music. En varias entrevistas anunciaron que su futuro séptimo disco saldría en el 2010, según notas de prensa otorgadas por la discográfica Sony el disco estaría a la venta el 4 de octubre de 2010.
Después de meses de silencio, en abril de 2009 empiezan a informar sobre su futuro trabajo: anuncian que han producido y mezclado el disco exceptuando cinco de los temas que han sido mezclados por Chris Lord-Alge en Los Ángeles. El 29 de julio de 2010 estrenan 20 segundos de su nuevo sencillo "Dannayá". Dos días después se hace público el primer sencillo del nuevo disco en del 40 al 1, con una duración de 3 minutos y 7 segundos, declarando que el nuevo sencillo y en general el nuevo disco tendrá influencias africanas, debido al contacto que la banda ha estado teniendo con ellas los últimos tiempos. El 30 de agosto, Dover saca a la luz otra canción en su página web, "La Rèponse Divine", cantada en francés, la cual tiene una escasa acogida, no llegando a entrar en la lista de los 40 principales.
Una vez publicado I Ka Kené, apenas logra figurar en el Top100 de España, con un 14 como posición máxima, pese a ello lanzan como segundo sencillo "Under Your Spell" que no logra colocarse entre los sencillos más vendidos. Al fracaso comercial del disco se suma una espaciada gira de menos de doce conciertos entre 2010 y 2012. A mediados de 2011 sale a la venta "I Ka Kené: The Remixes", disco de remezclas que reúne quince versiones, en su mayoría de "Dannayá" y tres de ellas de "Under Your Spell".
Cabe destacar que las distintas reinvenciones de la banda han propiciado numerosas y variables críticas tanto profesionalmente como entre sus propios seguidores, causando descontento en unos y aprobación en otros.

### 2012: "What Goes Around Comes Around"
Durante el primer trimestre de 2012, Dover anunció la edición de un sencillo con dos canciones, un tema inédito y una versión de una popular canción de los ochenta; el tema inédito fue mezclado por Verónica Ferraro en Francia y la versión por Jesús Antúnez en Madrid. El 8 de marzo de 2012, una fan web revela el título del tema inédito "What Goes Around Comes Around". La versión que resulta ser la cara B del sencillo es "Need You Tonight", éxito de INXS.
Participan en la campaña promocional de Trina "Al natural", con tres canciones: Loli Jackson (1997), King George (2001) y Junnete (2010), interpretando los tres temas en acústico y en riguroso directo. Participan también en la introducción de un perfume de Givenchy, lo que les da la oportunidad de su primer directo en línea en el que sorprenden a los fanes interpretando, en su versión original, "The Hitter" (1999), "The Morning After" (1995), "King George" (2001), "Do Ya" (2006), su versión de INXS y una nueva versión de "D.J." (1999) acompañada únicamente por una guitarra eléctrica.
La salida del sencillo se retrasa quince días, y solo sale a la venta en forma digital a finales de junio de 2012. La promoción del sencillo se limita a una aparición en el programa "El Número Uno" y al recibimiento de la selección española en la Cibeles en Madrid. El sencillo entró en la lista de los 40 principales y estuvo 5 semanas en la lista. Comenzaron su gira en 2012 repasando sus grandes éxitos y reintegrando a su repertorio las versiones originales de "Devil Came to Me" "King George" y "Serenade", además de la versión acústica de "Loli Jackson".

### 2013 - 2016 El regreso al rock; Gira Dover Came to me; "Complications" y separación

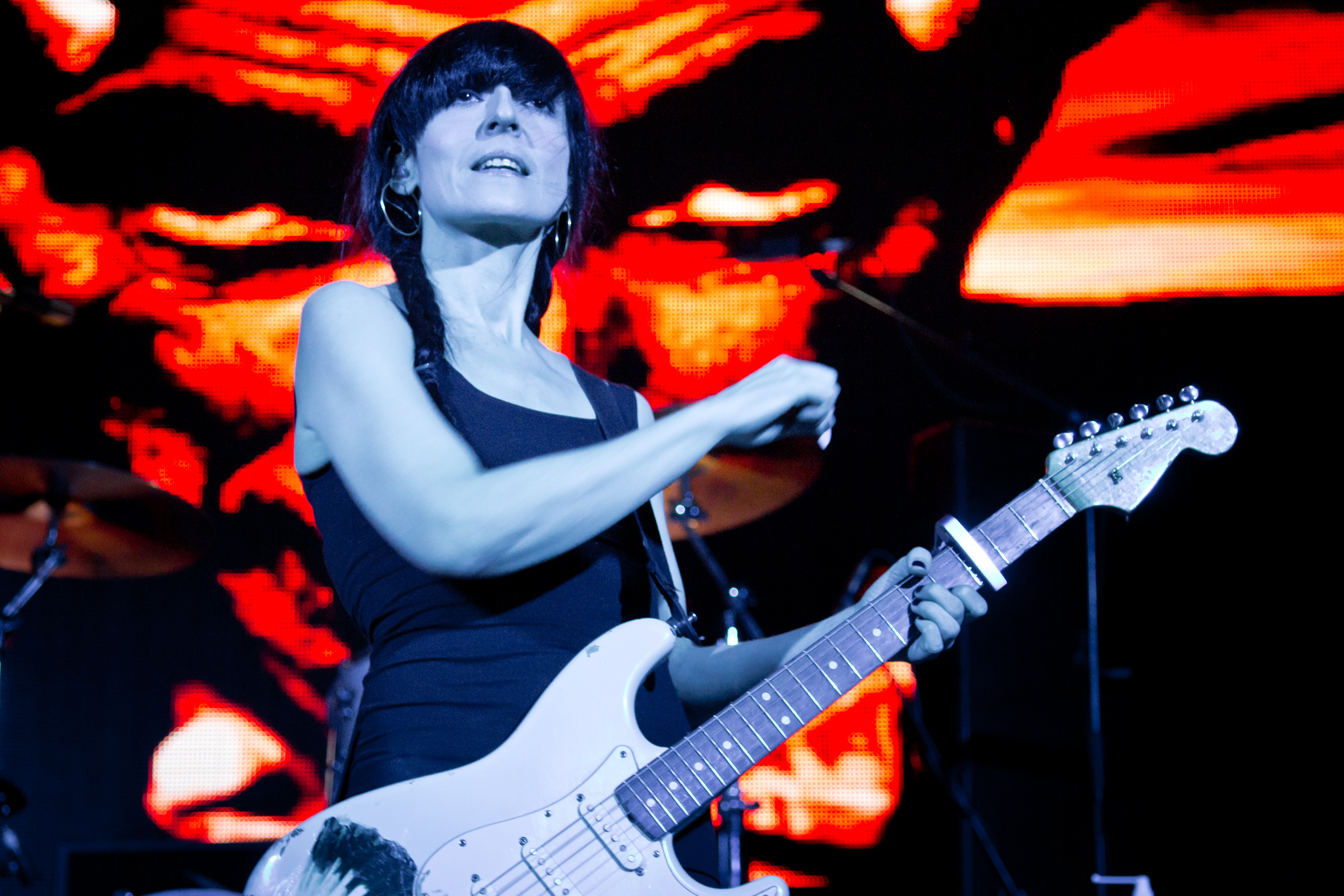
Cristina Llanos durante un concierto de 2014 perteneciente a la gira Dover Came to Me.

Dover anunció que para conmemorar los veinte años de fundación de la banda, presentaría en directo su álbum Devil Came to Me (pues también celebraban el 15º aniversario del debut de este disco) empezando el 8 de marzo en la Sala Sol de Madrid. Las entradas quedaron agotadas a más de tres meses del concierto. A partir de esa fecha, empezaron a actuar por las salas más emblemáticas de toda España, llegando a vender todas las entradas en la mayoría de sus actuaciones. Esta gira les volvió a llevar a varias zonas de Europa, como por ejemplo, Alemania. En 2013, además, reeditan su disco "Devil Came to Me", llamado "Dover Came to Me", en diferentes formatos. El formato Deluxe contiene un primer CD con la versión remasterizada del álbum más bonus tracks, un segundo CD con sus temas en directo en esta gira y un DVD con uno de sus conciertos de esta gira, más un directo de 1997 en el Palacio de los Deportes de Madrid. También en el DVD se incluyen entrevistas a los componentes del grupo, más dos videoclips: Serenade y Loli Jackson.
Después de haber llenado más de treinta y cinco salas en toda la geografía española durante 2013, se embarcan en una última gira de invierno que llegaría a su final en la mítica sala La Riviera el 10 de enero del 2014 con un lleno total. El resto del año solo se presentarían en un par ocasiones, una de las cuales fue la celebración de Subterfuge en el día de la música en junio, donde presentarían un tema nuevo sin título que más tarde se llamaría "Crash". Sus redes sociales son actualizadas con novedades sobre la grabación de un nuevo disco que indican, sería más cercano al rock.
En septiembre estrenan "Too Late" durante un concierto en la Rioja, también con un claro sonido rock. En diciembre anuncian "Complications" el octavo disco de estudio de Dover, compuesto por diez temas inéditos y once en la versión de Spotify que se edita el 9 de febrero, cuyo primer sencillo sería el mismo "Too Late". Producido por el propio Jesús Antúnez y grabado en el local de ensayo del grupo, "Complications" vuelve al rock melódico que caracterizó a Dover a principios de los 2000.
El 23 de noviembre de 2016, Amparo Llanos anuncia en Radio 3 la definitiva separación del grupo. Afirmó que desde que grabaron su último disco hablaron de terminar con el grupo. Mientras tanto, Amparo compuso temas que sabía que no eran para Dover y decidió crear un nuevo grupo junto a Samuel Titos, llamado "New Day" siendo Amparo la vocalista de esta banda.

### 2021: DOVER: Die For Rock & Roll
El 17 de mayo de 2021 se anuncia que está en pleno proceso de rodaje la película documental "DOVER: Die For Rock & Roll", que narrará la historia de la banda desde sus comienzos en 1992 hasta su disolución en 2016. 

## Miembros de la banda

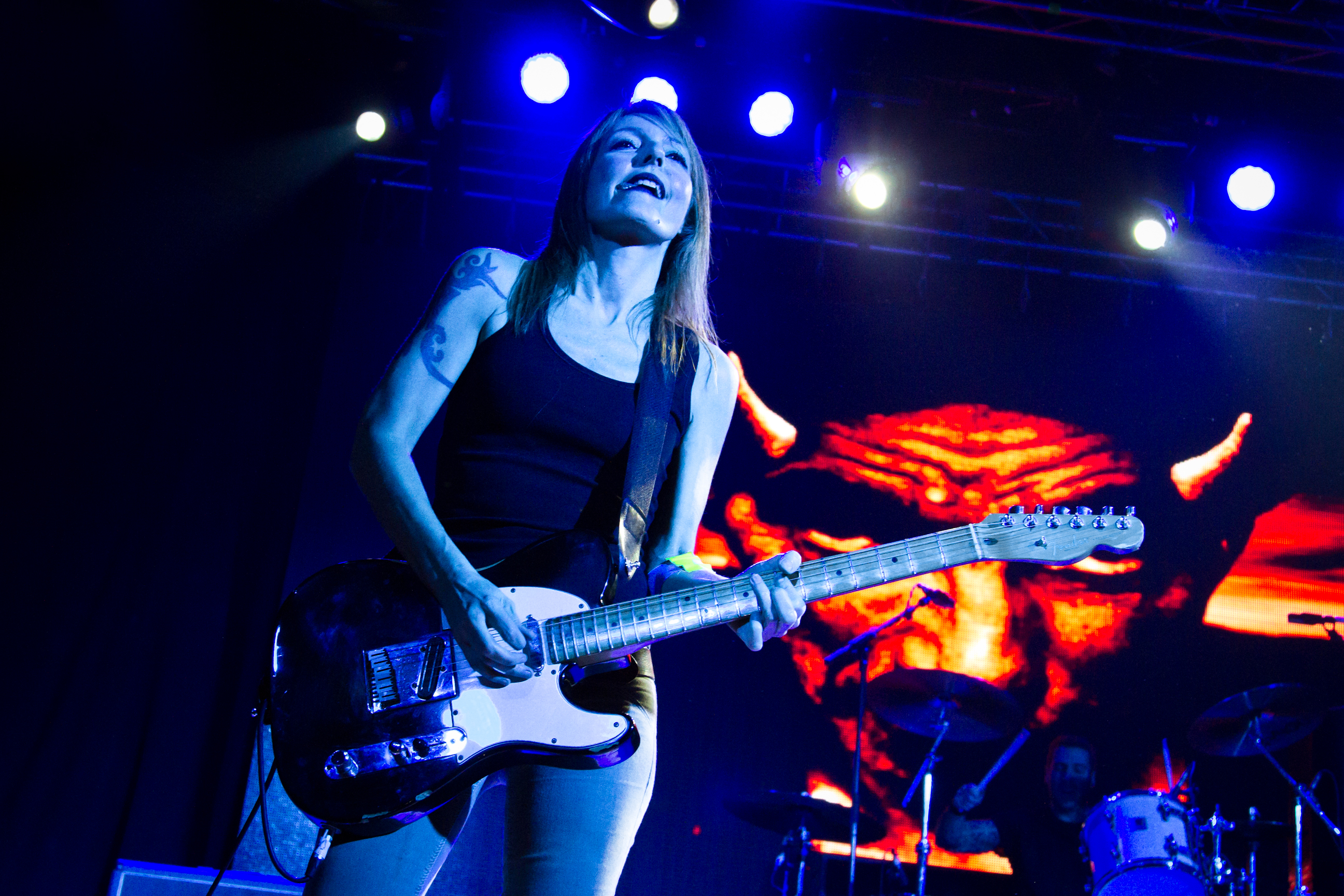
Amparo Llanos en concierto en 2014.

### Última formación
- Cristina Llanos - Voz y guitarra (1992-2016)
- Amparo Llanos - Guitarra (1992-2016)
- Jesús Antúnez - Batería (1992-2016)
- Samuel Titos - Bajo (2005-2016)

### Miembros anteriores
- Álvaro Díez - Bajo (1992-1995, 1997-2006)
- Álvaro Gómez - Bajo (1995-1997)

## Influencias

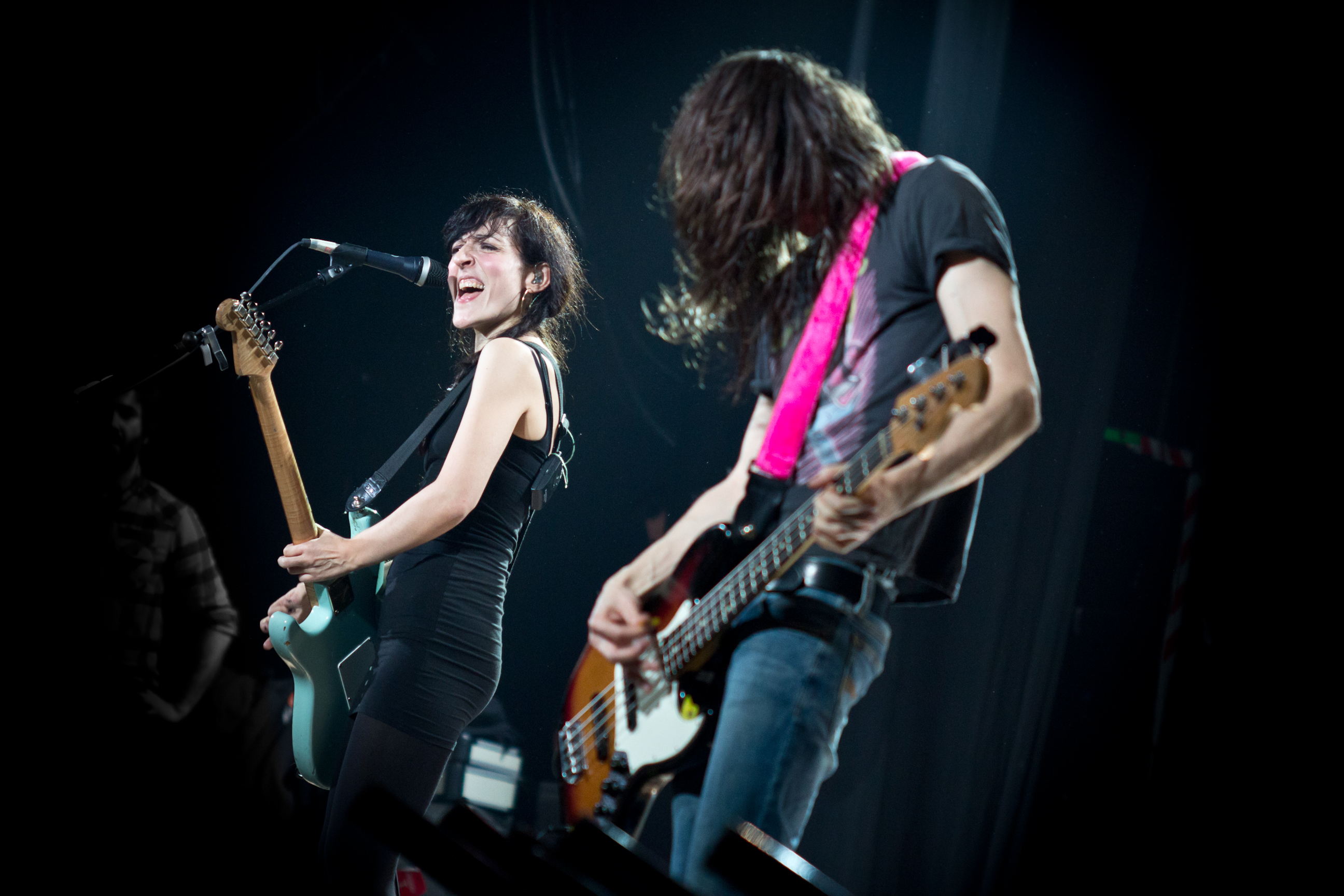
Cristina y Samuel en directo.

Las canciones de Dover son la mayoría en inglés (exceptuando la versión Noche tras Noche, única canción del grupo cantada en español en tributo al grupo Solera. Y que se incluía como Bonus Track en la reedición de su álbum "Sister" de 2001) y están compuestas por las hermanas Llanos. Amparo compone la música, mientras que Cristina escribe las letras.
El motivo de que las letras estén en inglés, según declaraciones del grupo, se debe a que sus influencias del rock siempre han sido angloparlantes y no se sienten cómodos utilizando letras en español para sus canciones.
Ambas hermanas declaran recibir fuertes influencias de The Beatles y del grunge, especialmente Nirvana. Presuntamente estas influencias se hacen patentes en la música, y además Cristina hace guiños en las letras de sus canciones. Así, se hace referencia a Paul McCartney en King George ("I need a McCartney's song"); en 27 Years, donde se nombra una conocida canción suya: Band on the Run; y también en su disco Follow the city lights, una de cuyas canciones se llama Dear McCartney. En I Ka Kené la influencia de The Beatles sigue presente en la frase "Here comes the sun" citando la célebre canción del cuarteto de Liverpool. Además, en la canción The Weak Hour of the Rooster hay un verso que cita la última frase de la nota de suicidio de Kurt Cobain, el líder de Nirvana: "It's better to burn out than to fade away" ("es mejor quemarse que apagarse lentamente"), tomado de una canción de Neil Young.
Para su disco Follow the city lights, han afirmado que sus influencias fueron cantantes como Madonna o Peaches.
En cuanto al álbum I Ka Kené, se han dejado influenciar por artistas africanos como Boubacar Traore, Korchach, Coumba Sidibe, John Chivadura, Nahawa Dumbia, Oliver Mtukudzi, Habib Koite, Sekouba Traore, la orquesta Bembeya Jazz, Sekouba Bambino, etc. Además de la incorporación del bambara, en I Ka Kené han utilizado el francés por ser lengua de varios países africanos.
En el caso de Complications, Cristina comentó que la mayor influencia para el disco fue The Cars y Joan Jett.

## Discografía
Álbumes de estudio
- Sister (1995)
- Devil Came to Me (1997)
- Late at night (1999)
- I Was Dead For 7 Weeks In The City Of Angels (2001)
- The Flame (2003)
- Follow The City Lights (2006)
- I Ka Kené (2010)
- Complications (2015)

EP
- It's Good To Be Me! (2002)

Álbumes recopilatorios
- Oh! Mother Russia (2005)
- 2 (2007)

Álbumes de remixes:
- I Ka Kené: The remixes (2011)

## Premios y nominaciones
| Año  | Ceremonia              | Categoría                                                               | Resultado |
| ---- | ---------------------- | ----------------------------------------------------------------------- | --------- |
| 1997 | Premios Ondas          | Mejor grupo revelación español                                          | Ganadores |
| 1997 | Premios de la Música   | Mejor autor Rock                                                        | Ganadores |
| 2000 | Premios MTV Europa     | Mejor Artista Español por "Late at night"                               | Ganadores |
| 2001 | Premios Amigo          | Mejor Canción Nacional por "King George"                                | Ganadores |
| 2006 | Premios Ondas          | Mejor Canción por "Let Me Out"                                          | Ganadores |
| 2006 | Premios 40 Principales | Mejor Grupo Nacional                                                    | Nominados |
| 2006 | Premios 40 Principales | Mejor Videoclip por "Let Me Out"                                        | Nominados |
| 2007 | Premios de la Música   | Mejor Canción por "Let Me Out"                                          | Nominados |
| 2007 | Premios de la Música   | Mejor Álbum por Follow the city lights                                  | Nominados |
| 2007 | Premios de la Música   | Mejor Productor Artístico por "Daniel Alcover" (Follow the city lights) | Nominados |
| 2007 | Premios de la Música   | Mejor Técnico de Sonido por "Daniel Alcover" (Follow the city lights)   | Ganadores |
| 2007 | Premios de la Música   | Mejor Videoclip Musical por "Let Me Out"                                | Ganadores |
| 2007 | Premios de la Música   | Mejor Álbum de Pop Alternativo por Follow the city lights               | Ganadores |
| 2007 | EP3                    | Mejor Álbum del Año por Follow the city lights                          | Ganadores |
| 2007 | Premios 40 Principales | Mejor Grupo Nacional                                                    | Nominados |
| 2007 | Premios 40 Principales | Mejor Videoclip por "Keep On Moving"                                    | Nominados |
| 2007 | Premios Glamour        | Top Glamour de Música                                                   | Ganadores |
| 2010 | Premios 40 Principales | Mejor Grupo Nacional                                                    | Nominados |